# 馬來亞人民共和國
馬來亞人民共和國（英語：People Republic Of Malayan），（馬來語：Rupublik Rakyat Malaya）。或稱馬來亞民主人民共和國（即Demokratic Rakyat Malaya（馬來語）），是一個建國設想。當時正值二戰後的冷戰時期，而此時的馬來亞共產黨被英國殖民總督列為非法組織後馬來亞共產黨宣布武裝鬥爭。企圖在馬來亞建立一個共產主義國家
，後因為1989年12月2日馬共與馬泰政府簽署《合艾協議》後馬共隨之解散。該設想領土即現今的馬來西亞半島，新加坡共和國。

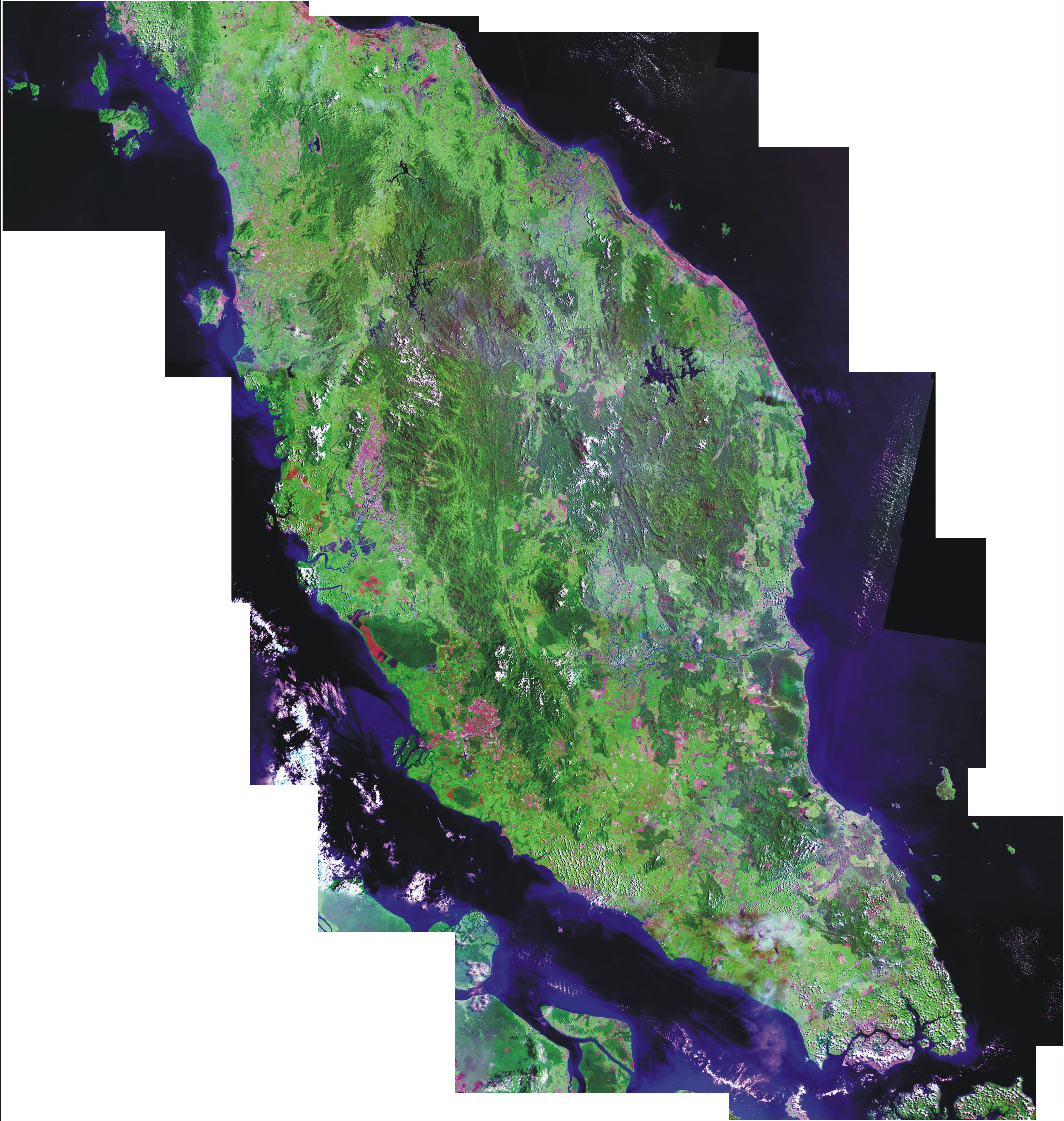
1952年馬來亞共產黨通過的綱領中提到的馬來亞人民共和國設想，其設想領土囊擴了馬來亞聯合邦和新加坡殖民地（今馬來西亞半島和新加坡共和國）

馬來亞共產黨黨旗

## 歷史背景
1942年馬來亞共產黨宣布與英國殖民政府合作抗日，後因抗日有功被英國殖民政府授予功臣。1948年，馬來亞聯合邦成立。隨後同年的6月20日馬共被列入非法組織，之後馬共順應共產國際的指示宣布與英國殖民政府對抗。
1949年，在馬來亞民族解放軍成立後。1952年馬來亞共產黨頒布了黨綱，隨後馬來亞人民共和國的設想首次出現在了馬來亞共產黨黨綱。
1968年，馬共宣布重新崛起。1970年，馬來亞人民共和國的設想最早出現在馬共出版的書籍名為：《團結起來為實現馬來亞人民共和国而奮斗》